# Tuxford (Canada)
Tuxford is een klein dorp in de Canadese provincie Saskatchewan. Het dorp is gesticht in 1907 en ligt aan de Highway 2 tussen Moose Jaw en Prince Albert.